# 王惠君
王惠君（1968年7月—），女，中华人民共和国外交官，现任中华人民共和国驻圣克鲁斯总领事。

## 生平
王惠君曾任驻墨西哥大使馆政务参赞。2014年11月，出任中华人民共和国驻巴兰基亚领事。2017年12月，挂职四川博览事务局副局长，任期两年。2020年，任驻墨西哥大使馆公使衔参赞。2024年9月，出任中华人民共和国驻圣克鲁斯总领事。